# Мойдодыр (мультфильм, 1954)
«Мойдоды́р» — советский рисованный музыкальный мультфильм 1954 года по одноимённой сказке Корнея Чуковского. Режиссёр Иван Иванов-Вано снял новую цветную версию своего же одноимённого мультфильма 1939 года.

## Сюжет
В начале мультфильма показывается, как умываются на рассвете мышата, котята, утята, жучки и паучки. Не умывался только один мальчик-неряха и в итоге остался грязнулей, от которого сбегают все вещи.
Далее из ванной выходит строгий суровый умывальник Мойдодыр, который решает умыть мальчика. А для этого он позвал своих солдат, и те начали умывать неряху. Убегая от мочалки, грязнуля сталкивается с крокодилом, который проходил по аллее с Тотошей и Кокошей. Съев мочалку, крокодил отправляет неряху мыться, пригрозив в противном случае растоптать и проглотить неряху. В итоге мальчик убежал домой и умылся мылом с помощью Мойдодыра.
К чистому мальчику возвращаются все вещи. Сам Мойдодыр хвалит бывшего грязнулю за то, что он угодил умывальнику. В конце мультфильма показываются все дети и звери, которые умываются разными способами.

## Съёмочная группа
- сценарий — Иван Иванов-Вано
- композитор — Юрий Левитин
- режиссёр — Иван Иванов-Вано
- художники-постановщики — Михаил Ботов, Анатолий Савченко
- оператор — Николай Воинов
- звукооператор — Николай Прилуцкий
- ассистент режиссёра — В. Свешникова
- монтажёр — Лидия Сазонова
- художники-мультипликаторы: Владимир Арбеков, Борис Бутаков, Фаина Епифанова, Владимир Крумин, Мстислав Купрач, Константин Малышев, Владимир Попов, Владимир Пекарь, Василий Рябчиков, Борис Савков, Татьяна Фёдорова, Константин Чикин
- художники-декораторы: Ольга Геммерлинг, Галина Невзорова, И. Прокофьева, Вера Роджеро

### Озвучивание
- Владимир Грибков — рассказчик
- Мария Виноградова — мальчик
- Михаил Рыба — Мойдодыр
- Юрий Хржановский — Медвежонок; Барсук

### Роли переозвучивали
- Олег Орехов — Мойдодыр
- Владимир Конкин — рассказчик
- Татьяна Канаева
- Юльен Балмусов — крокодил
- Борис Токарев — медвежонок
- Жанна Балашова
- Сергей Балабанов — барсук